# Brugse vechter

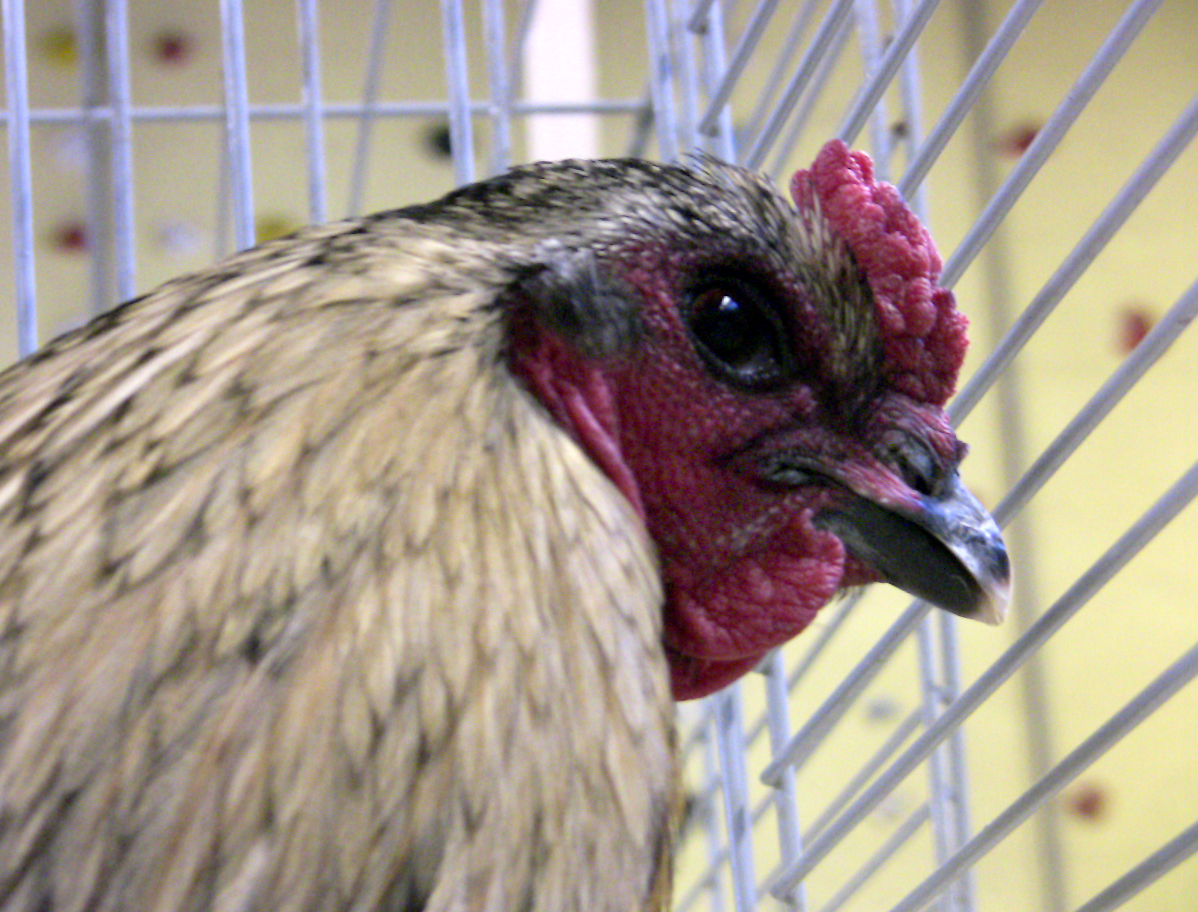
Kopstudie van een haan

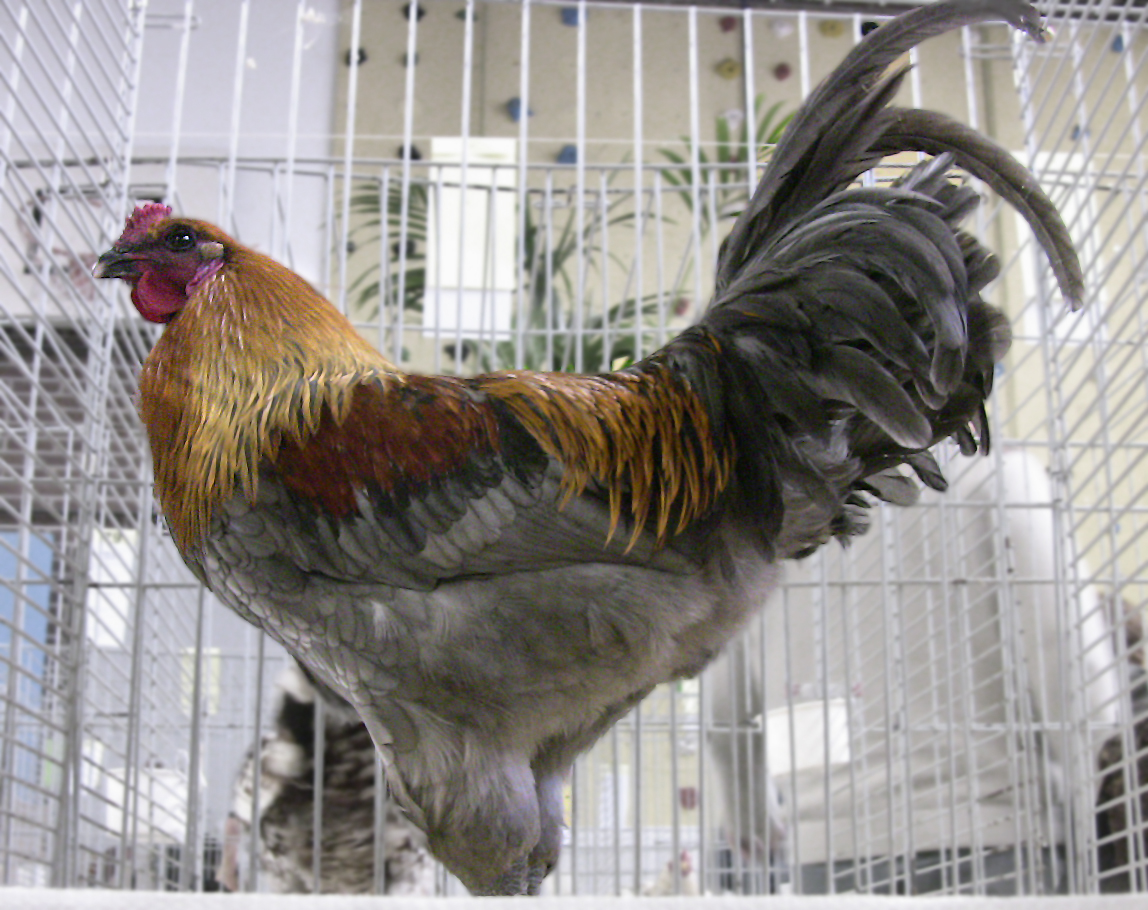
Brugse vechterhaan, blauw goudhalzig

De Brugse vechter is het oudste vechthoenderras van België. Er bestaat ook een krielvariant.

## Geschiedenis en voorkomen
Vermoed wordt dat de voorouders van de Brugse vechter al sinds de 16e eeuw in West-Vlaanderen voorkwamen. De naam "la race de Bruges" dateert van ongeveer 1858. Vroeger werd het ras met de "Combattant du Nord" gelijkgesteld. In 1908 werd het ras erkend. Sinds het verbod op hanengevechten is de totaalpopulatie van dit ras sterk afgenomen. Er zijn nog slechts enkele tientallen fokkers die dit ras fokken.

## Kenmerken
Dit vechthoen is stevig gebouwd en heeft een imposant en agressief uiterlijk. De kopextremiteiten (kinlellen en kam) zijn bij voorkeur klein tot rudimentair. De kam is drierijig, klein en liefst ook donker(rood). De ruglijn is zo horizontaal mogelijk. De ogen zijn donker tot zwart. Sporen bij de hen zijn bij dit ras gewenst. De belangrijkste kleurslagen zijn blauw en blauw goudhalzig. Daarnaast zijn ook zwart, patrijs, zilverpatrijs, roodgeschouderd zilverpatrijs, roodgeschouderd blauwzilverpatrijs, zwart goudhalzig, zwart zilverhalzig, blauw zilverhalzig en wit erkend. Kleur en tekening worden traditioneel echter als van ondergeschikt belang gezien, waarbij kracht en beweeglijkheid meer gewaardeerd worden. De haan weegt rond 5,5 kg en de hen 4 kg. Door zijn grootte behoort het ras algemeen tot de zwaarste rassen en het nam in het verleden onder de vechthoenders een bijzondere plaats in.

### Officieel Erkende Kleurvarianten van de Brugse Vechter
De Brugse Vechter wordt in verschillende kleurvarianten erkend door diverse organisaties:  
- Vlaamse Interprovinciale Vereniging van Fokkers van Neerhofdieren (VIVFN) – België
- African Ornamental Breeders Association (AOBA) – Afrika[3]

| Kleurvariant                      | België (VIVFN) | Afrika (AOBA)    |
| --------------------------------- | -------------- | ---------------- |
| Berken                            | ✔              | ✔                |
| Zwart                             | ✔              | ✔                |
| Zwart goudhalzig                  | ✔              | ✔                |
| Zwart zilverhalzig                | ✔              | ✔                |
| Blauw                             | ✔              | ✔                |
| Blauwe berken                     | ✔              | ✔                |
| Blauw goudhalzig                  | ✔              | ✔                |
| Blauw zilverhalzig                | ✔              | ✔                |
| Blauw patrijs                     | ✔              | ✔                |
| Blauw-zilver patrijs              | ✔              | ✔                |
| Blauwgouden berken                | ✔              | ✔                |
| Vuilwit (Splash)                  | ❌             | ✔ (sinds 2025)   |
| Gouden berken                     | ✔              | ✔                |
| Patrijs                           | ✔              | ✔                |
| Roodschouder blauw-zilver patrijs | ✔              | ✔                |
| Roodschouder zilver patrijs       | ✔              | ✔                |
| Zilver patrijs                    | ✔              | ✔                |
| Wit                               | ✔              | ❌ (niet erkend) |

## Speciaalclubs
In België valt de Brugse vechter onder de rassen van "De vechthoendersclub België", in Nederland onder die van de "Vechthoendersfokkersvereniging Nederland". De Belgische speciaalclub houdt zich ook met de Brugse krielvechter bezig, die in Nederland niet erkend is.